# Врата остају отворена
Врата остају отворена је српски и југословенски играни филм из 1959. године. Режирао га је Франтишек Чап, а сценарио је написао Владимир Паскаљевић. Први је играни филм глумачке диве Милене Дравић.

## Радња
Прича о младићу који се лажно представља како би опљачкао једну босанску породицу.
Главни лик у филму је малолетни делинквент који бежи из поправног дома и тражећи уточиште одговара на оглас породице која тражи унука несталог у Другом светском рату. Његове планове да их превари и опљачка, квари то што је први пут у животу дочекан са љубављу и пажњом, као и чињеница да се заљубио у своју нову "сестру".

## Улоге
| Глумац                  | Улога  |
| ----------------------- | ------ |
| Раде Верговић           | Петар  |
| Теодора Арсеновић       |        |
| Милена Дравић           | Марија |
| Душан Јанићијевић       |        |
| Златибор Стоимиров      |        |
| Мирјана Ерић            |        |
| Зорица Лозић            |        |
| Бреда Дулар             |        |
| Вера Хркач              |        |
| Снежана Мисовска        |        |
| Станислава Лазаревић    |        |
| Миљко Јовановић         |        |
| Радосав Јукић           |        |
| Димитрије Несторовић    |        |
| Лука Делић              |        |
| Драган Зубац            |        |
| Душан Тодоровић         |        |
| Младен Недељковић Млађа |        |
| Томо Курузовић          |        |
| Рејхан Демирџић         |        |
| Нада Урбан              |        |
| Михајло Мрваљевић       |        |
| Миле Пани               |        |

Комплетна филмска екипа ▼
| Редитељ                   | Франтишек Чап         |                                           |
| Сценариста                | Владимир Паскаљевић   | (писац)                                   |
| Композитор                | Борут Лесјак          |                                           |
| Директор фотографије      | Јанез Калишник        |                                           |
| Монтажер                  | Марија Фукс           |                                           |
| Сценограф                 | Веселин Бадров        |                                           |
| Уметнички директор        | Владо Бранковић       |                                           |
| Уметнички директор        | Џемо Ћесовић          |                                           |
| Костимограф               | Хелена Хорват         |                                           |
| Одсек за шминку           | Берта Меглич          | шминкерка                                 |
| Одсек за шминку           | Соња Зечевић          | асистент шминкера                         |
| Менаџер продукције        | Никола Ђурђевић       | вођа снимања                              |
| Менаџер продукције        | Мишо Финци            | директор филма                            |
| Менаџер продукције        | Ђорђе Николић         | вођа снимања                              |
| Менаџер продукције        | Жарко Павловић        | вођа снимања                              |
| Помоћник режије           | Славица Гартнер       | помоћник редитеља (као Слава Гартнер)     |
| Помоћник режије           | Мидхат Мутапдзиц      | помоћник редитеља (као Митхат Мутапчић)   |
| Уметнички одсек           | Арон Алтарац          | сценски реквизитер                        |
| Уметнички одсек           | Дарко Даниловић       | сценски реквизитер                        |
| Уметнички одсек           | Мехмедалија Маглалија | набавни реквизитер                        |
| Одсек за звук             | Драгутин Јелић        | тонски сарадник                           |
| Одсек за звук             | Фрањо Јурјец          | микроман                                  |
| Одсек за камеру и расвету | Сулејман Балић        | фотограф                                  |
| Одсек за камеру и расвету | Јан Беран             | сниматељ                                  |
| Одсек за камеру и расвету | Станислав Бушић       | пратилац камере                           |
| Одсек за камеру и расвету | Томо Љевак            | пратилац камере                           |
| Одсек за камеру и расвету | Огњен Милићевић       | сниматељ                                  |
| Одсек за камеру и расвету | Жарко Тушар           | сниматељ                                  |
| Одсек за камеру и расвету | Александар Веслигај   | сниматељ (као Ацо Веслигај)               |
| Одсек за костим           | Јосеф Атијас          | гардеробер                                |
| Одсек за костим           | Ана Петрова           | асистент костимграфа                      |
| Одсек за костим           | Љубица Шкоро          | гардеробер                                |
| Одсек за монтажу          | Ковиљка Бачвић        | асистент монтажера (као Ковиљка Ивановић) |
| Музички одсек             | Мишо Бушић            | музички уредник                           |
| Остала екипа              | Љубинка Курузовић     | секретар режије                           |
| Остала екипа              | Ангелина Зубац        | лектор                                    |

## Занимљивости
Милена Дравић је прву улогу одиграла у овом филму након којег је уследила изузетна глумачка каријера, што јој је омогућило сарадњу са више од тридесет редитеља свих генерација и углавном играла главне улоге у филмовима различитих жанрова и тиме обележила историју српског филма друге половине 20. и почетка 21. века.
Милена Дравић је тада била осамнаестогодишњакиња.